# Lophocampa pura
Lophocampa pura är en fjärilsart som beskrevs av Berthold Neumoegen 1882. Lophocampa pura ingår i släktet Lophocampa och familjen björnspinnare. Inga underarter finns listade i Catalogue of Life.